# 2006–2007-es magyar férfi kézilabda-bajnokság (első osztály)
A 2006–2007-es magyar férfi kézilabda-bajnokság az ötvenhatodik kézilabda-bajnokság volt. Tizenkét csapat indult el, a csapatok két kört játszottak. Az alapszakasz után az 1-4. és az 5-12. helyezettek play-off rendszerben játszottak a végső helyezésekért.

## Alapszakasz
| #   | Csapat                   | M  | Gy | D | V  | G+  | G-  | P  |
| --- | ------------------------ | -- | -- | - | -- | --- | --- | -- |
| 1.  | MKB Veszprém KC          | 22 | 21 | 0 | 1  | 814 | 521 | 42 |
| 2.  | Pick Szeged              | 22 | 20 | 0 | 2  | 676 | 527 | 40 |
| 3.  | Dunaferr SE              | 22 | 18 | 1 | 3  | 727 | 542 | 37 |
| 4.  | PLER-Airport KC          | 22 | 12 | 1 | 9  | 571 | 610 | 25 |
| 5.  | Debreceni KSE            | 22 | 10 | 1 | 11 | 589 | 584 | 21 |
| 6.  | Erste-Békési FKC         | 22 | 9  | 0 | 13 | 605 | 679 | 18 |
| 7.  | Győri Seat ETO FKC       | 22 | 7  | 3 | 12 | 563 | 641 | 17 |
| 8.  | Tatabánya-Carbonex KC    | 22 | 8  | 1 | 13 | 647 | 709 | 17 |
| 9.  | Gyöngyösi Főiskola KK    | 22 | 8  | 0 | 14 | 505 | 560 | 16 |
| 10. | Nyíregyházi KSE          | 22 | 6  | 1 | 15 | 588 | 702 | 13 |
| 11. | Százhalombattai KE       | 22 | 6  | 0 | 16 | 537 | 603 | 12 |
| 12. | Komlói Bányász-Fűtőerőmű | 22 | 2  | 2 | 18 | 508 | 652 | 6  |

* M: Mérkőzés Gy: Győzelem D: Döntetlen V: Vereség G+: Dobott gól G-: Kapott gól P: Pont

## Rájátszás

### 1–4. helyért
Elődöntő: MKB Veszprém KC–PLER-Airport KC 37–21, 39–27, 41–32 és Pick Szeged–Dunaferr SE 30–21, 25–28, 31–26, 34–35, 28–26
Döntő: MKB Veszprém KC–Pick Szeged 27–27 (b:3–4), 22–25, 39–26, 23–25
3. helyért: Dunaferr SE–PLER-Airport KC 35–21, 30–22, 36–24

### 5–12. helyért
5–12. helyért: Debreceni KSE–Komlói Bányász-Fűtőerőmű 22–23, 24–23, 33–25 és Erste-Békési FKC–Százhalombattai KE 29–23, 27–24 és Győri Seat ETO FKC–Nyíregyházi KSE 28–18, 39–38 és Tatabánya-Carbonex KC–Gyöngyösi Főiskola KK 25–24, 28–34, 29–25
5–8. helyért: Debreceni KSE–Tatabánya-Carbonex KC 41–27, 36–26 és Erste-Békési FKC–Győri Seat ETO FKC 32–31, 26–28, 31–29
5. helyért: Debreceni KSE–Erste-Békési FKC 39–33, 31–30, 35–32
7. helyért: Győri Seat ETO FKC–Tatabánya-Carbonex KC 30–31, 27–25, 32–33, 29–24, 40–34
9–12. helyért: Gyöngyösi Főiskola KK–Komlói Bányász-Fűtőerőmű 31–23, 20–19 és Nyíregyházi KSE–Százhalombattai KE 22–23, 17–24
9. helyért: Gyöngyösi Főiskola KK–Százhalombattai KE 27–21, 16–24, 23–24, 22–25
11. helyért: Nyíregyházi KSE–Komlói Bányász-Fűtőerőmű 31–35, 32–28, 27–25, 27–31, 31–29
* b: büntetőkkel